# Wiriwka (mijanka)
Wiriwka (ukr. Вірівка) – mijanka i przystanek kolejowy w pobliżu miejscowości Nepiznanyczi, w rejonie zwiahelskim, w obwodzie żytomierskim, na Ukrainie. Położona jest na linii Kalinkowicze – Szepetówka.
W okresie międzywojennym istniała w tym miejscu stacja kolejowa